# Шеститочечный дубовый листоед
Шеститочечный дубовый листоед (лат. Lachnaia sexpunctata) — вид листоедов (Chrysomelidae) из подсемейства клитрины (Clytrinae). Встречается от северо-восточной части Франции до Турции и севера до южной части Германии, а также в Словакии.